# Ammaia
La ciudad romana de Ammaia se localiza en São Salvador da Aramenha, concejo de Marvão, distrito de Portalegre, en Portugal.
El área urbana se aproxima a las veinte hectáreas. Las intervenciones arqueológicas iniciadas en 1994, sacaron al descubierto cerca de 3.000 m². En la zona existe también un museo del sitio.
La ciudad aprovechaba la riqueza forestal y minera de la Sierra de São Mamede, la fertilidad del valle del río Sever y la facilidad de comunicación a través de la calzada romana que comunicaba Norba Caesarina (Cáceres, España) con Scallabis (Santarém, Portugal).
Plinio en el lapidario de su Naturalis Historia menciona que en esta localidad de Lusitania se recogían grandes cristales de roca, muy apreciados en el Imperio romano, lo que  encaja con la geología de la Sierra de São Mamede y con el esplendor urbanístico de Ammaia.

## Historia

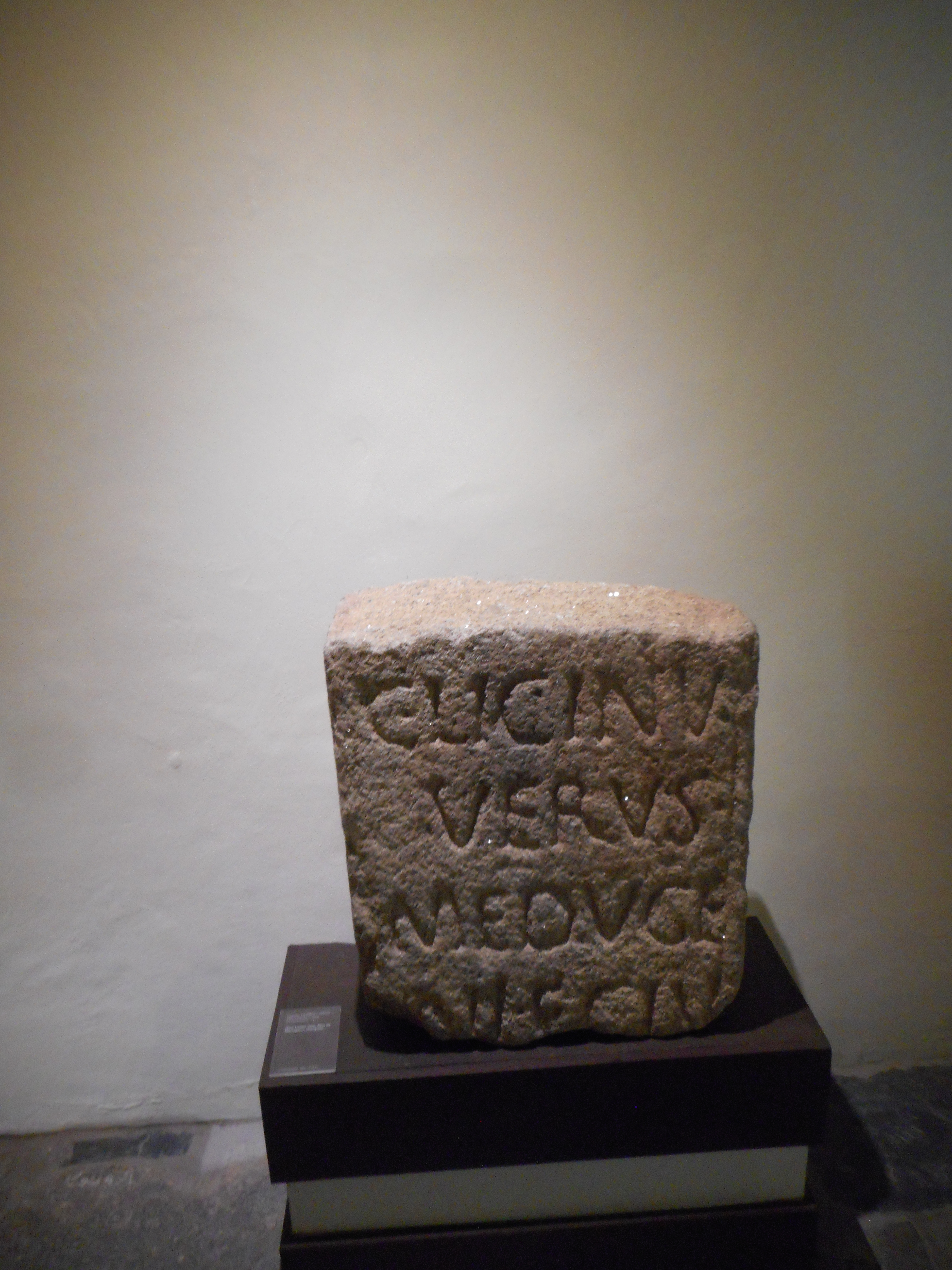
Inscripción funeraria procedente de Ammaia dedicada a Cayo Licinio Vero, hijo de Medugeno, Cluniense, emigrado desde Clunia en el valle del Duero hasta esta localidad de la Lusitania por su riqueza en recursos comercializables.

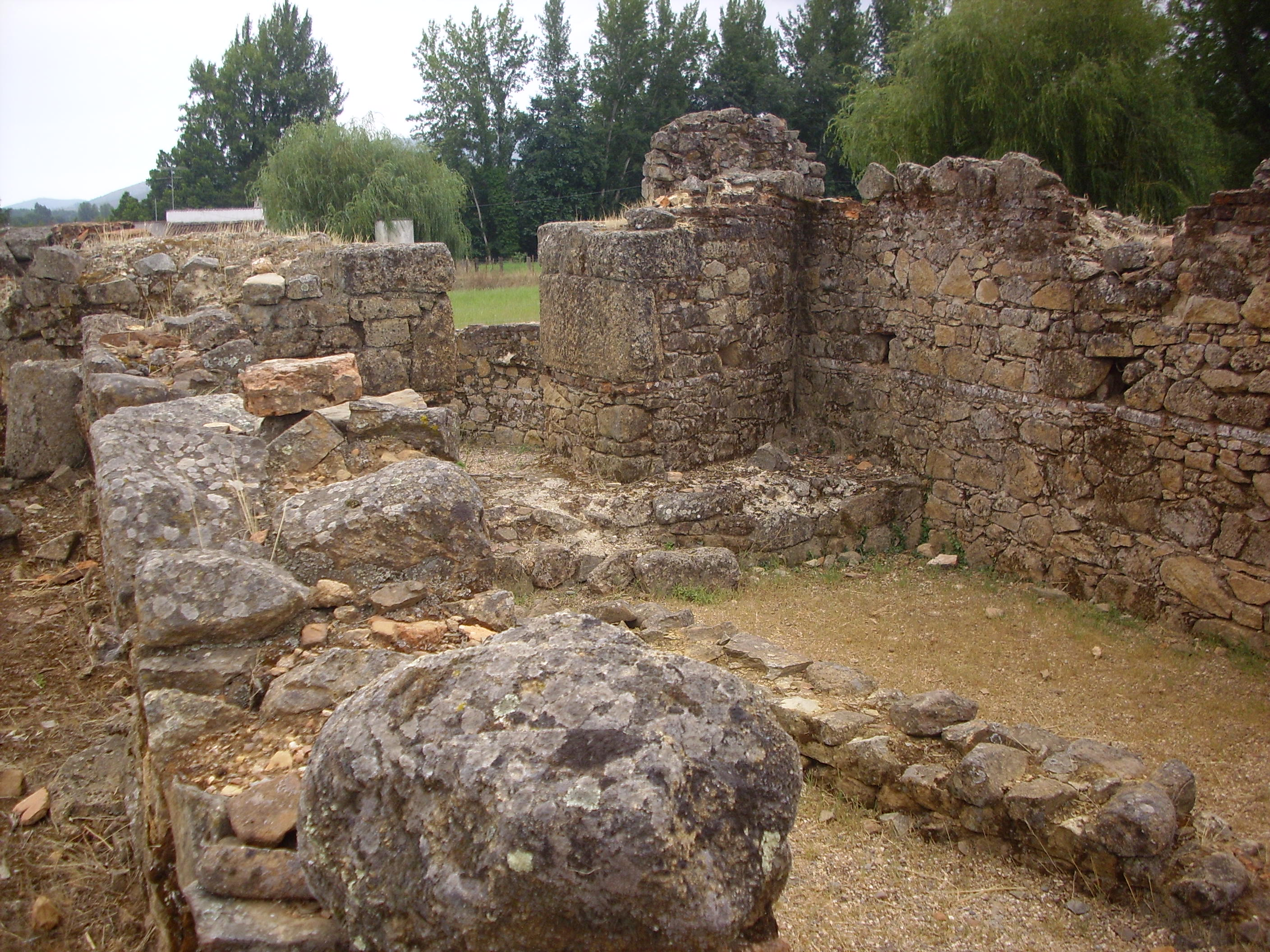
Restos del edificio de la Quinta do Deão

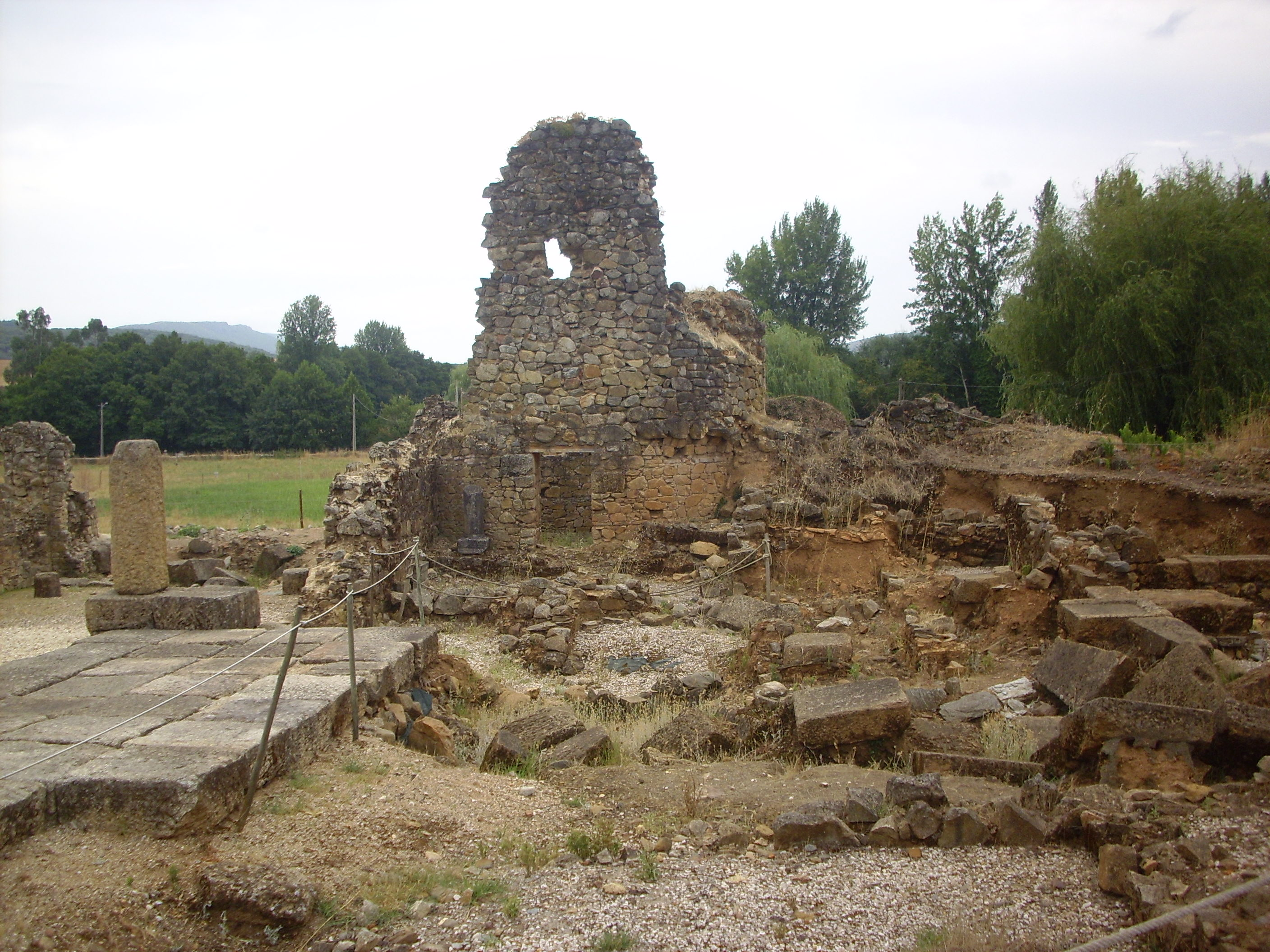
Una de las torres del portal sur de Ammaia

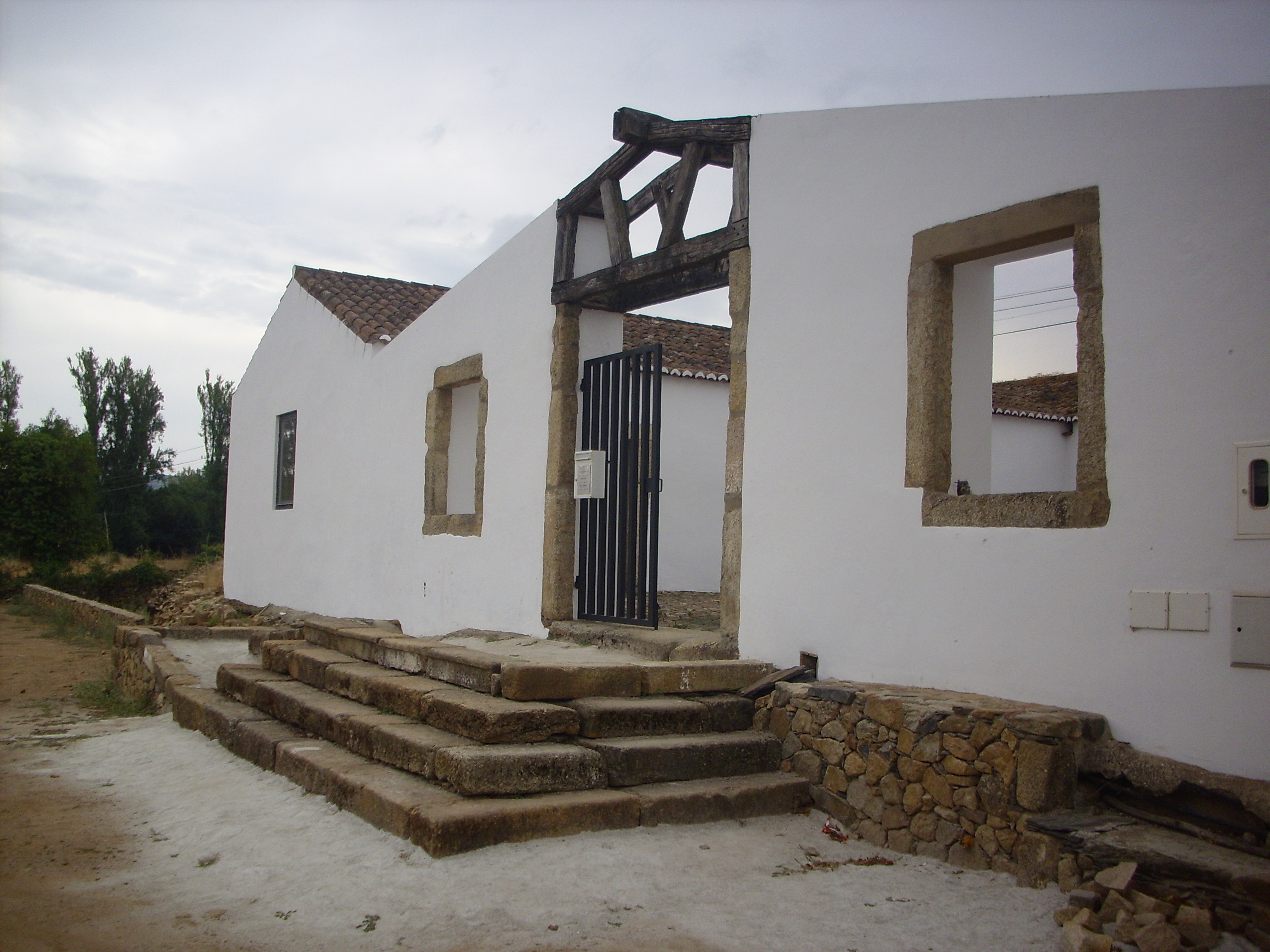
El centro de visitantes / museo, en el que se exhiben algunos de los artefactos hallados en el yacimiento arqueológico

La ciudad romana de Ammaia fue fundada en el siglo I, probablemente bajo el reinado de Claudio. Las investigaciones arqueológicas de principios del siglo XXI apuntan a que la ciudad ya contaba con una población importante en torno al reinado de Augusto (finales del siglo I a. C.-principios del siglo I d. C.). La floreciente ciudad romana, situada en la provincia romana de Lusitania, obtuvo el estatuto de civitas en torno al año 44-45 d. C., aunque existe cierto debate sobre si recibió el estatuto municipal (municipium) durante el reinado de Nerón, Lucio Vero o Vespasiano. Ammaia se convirtió en un importante centro urbano debido a su ubicación y a la explotación de los recursos minerales y naturales de la región, como el cuarzo y el oro. Otro factor determinante para su desarrollo fue su ubicación en el cruce de vías romanas que unían importantes centros urbanos de la época, una de las cuales conectaba Ammaia con la capital provincial, Emerita Augusta (actual Mérida).
Durante el siglo IV se produjo una reconstrucción y restauración sistemática de los espacios de Ammaia. Sin embargo, entre los siglos V y IX entró en decadencia y se despobló. Cuando esta parte de la península ibérica ya estaba bajo dominio árabe, la ciudad parece haber sido completamente abandonada en favor del cercano asentamiento fortificado de Marvão. Ibn Marwán, un influyente y poderoso muladí, se autoproclamó señor de Ammaia y sus ruinas en el siglo IX.
En 1398 se hace referencia a un molino a lo largo de la Ribeira de Sever, propiedad de Diogo Gonçalves, vecino de Marvão.
Hacia principios del siglo XVI, hay referencias a la utilización de materiales de las ruinas de Ammaia para la construcción de edificios religiosos en Portalegre y en las localidades vecinas. En 1619, Diogo Pereira de Sotto Maior relató haber visto el puente de Portagem aún en pie: «...donde todavía aparece el lastre que el río nunca puede deshacer. Fue derribado por codicia, porque se decía que por él se robaban los derechos de las mercancías que pasaban al reino de Castilla. En su lugar se construyó otro más abajo del río (Sever), donde hay una torre que está más abajo de la ciudad (de Ammaia), que antes se llamaba Portagem. Aquí vivían los guardias del reino y se despachaban los derechos del rey».
En 1710 se trasladó uno de los portales para instalarlo en la fortificación de Castelo de Vide, y posteriormente fue destruido. En 1852, el investigador español José de Viu citó la venta a Inglaterra de 20 estatuas provenientes de Ammaia.
En 1935 se identifica arqueológica e históricamente el yacimiento como la ciudad romana de Ammaia. Leite de Vasconcelos fue el primero en demostrar que el yacimiento romano correspondía a la ciudad de Ammaia, y no a Medóbriga, como suponía André de Resende. Medóbriga fue mencionada por primera vez por Plinio, por autores árabes como Isa ibn Ahmad al-Razi y por varios escritores e historiadores del siglo XVI, entre ellos André de Resende, el sacerdote Amador Arrais, Diogo Pereira de Sotto Maior y Duarte Nunes de Leão.
El 26 de abril de 1982, el antiguo puente de Ammaia se derrumbó definitivamente. Formaba parte de la calzada romana y se denominaba Ponte Velha (Puente Viejo). Estaba situado a bastante distancia de las ruinas principales (cuatro kilómetros). Era de un solo arco y estaba construido con mampostería y cantería romanas.
En 1994 comenzaron las investigaciones arqueológicas de las ruinas romanas, a las que siguieron proyectos similares en 1995 y 1996 a cargo de la Fundación Ciudad de Ammaia; se realizó un levantamiento topográfico y se llevaron a cabo excavaciones en cuatro emplazamientos, en los que también se realizaron tareas de limpieza, estudio y conservación: la Porta do Arco, el Foro y el Templo, el edificio Quinta do Deão y las Termas del Foro. Desde 2007, la supervisión de la investigación científica corre a cargo de la Universidad de Évora. El yacimiento de Ammaia ha sido elegido "laboratorio abierto" del proyecto Radio-Past, financiado con fondos europeos, y actualmente se utiliza como lugar de pruebas para la innovación en métodos de investigación no destructivos de yacimientos arqueológicos, complejos como recogida de artefactos en superficie, prospecciones geofísicas y geoarqueológicas, teledetección y fotografía aérea.
En 2019 se encontró en Ammaia un anfiteatro de 60 metros de ancho.

## Arquitectura

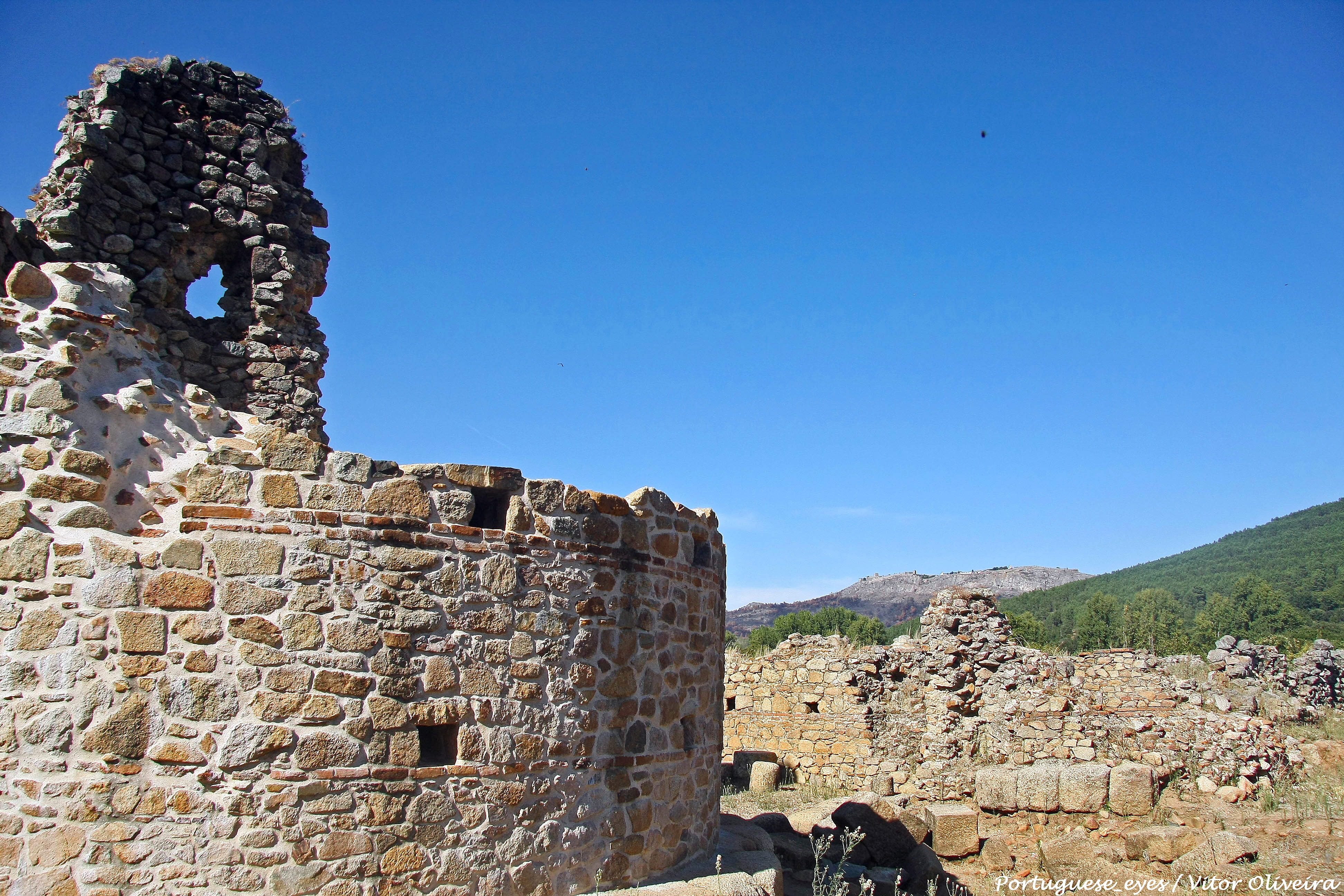
Ammaia

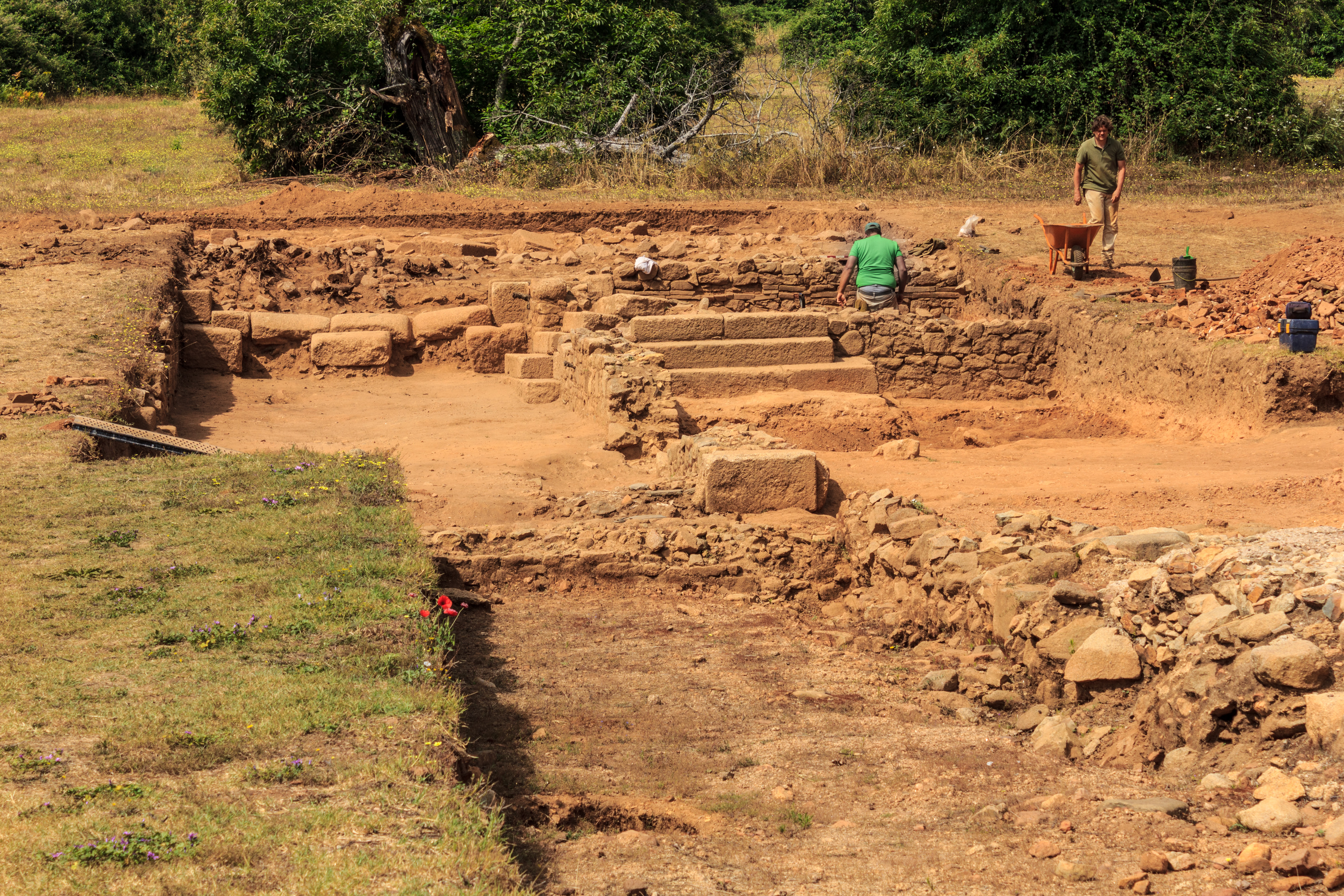
Restos del Foro

Las ruinas se sitúan a orillas del río Sever, junto al pueblo de São Salvador da Aramenha. Sus restos se extienden por una ladera atravesada por la carretera EN 359 y dominada por el castillo de Marvão, que se yergue sobre una cresta rocosa. A los pies de esta ladera serpentea el río, que destaca en el paisaje por la vegetación más densa y el arbolado alto. Entre estas ruinas y el antiguo puente situado río abajo se encuentran la torre de Portagem —una torre rectangular con entrada al este— y el puente de Portagem.
La mayoría de las excavaciones se han centrado en las ruinas más visibles o donde había indicios de la existencia de estructuras subterráneas ligadas a la presencia romana. Entre los hallazgos se encuentran partes de una muralla romana con torres y una puerta en el lado sur, edificios residenciales, una calzada, una plaza pavimentada, restos de una casa en la Quinta do Deão, partes de un complejo de baños públicos, un foro central con un podio de templo bien conservado, muros de un pórtico y un criptopórtico. El trazado urbano sigue una disposición ortogonal regular que se articula en torno a dos ejes principales de calles perpendiculares, que conectan el foro central con sus puertas principales. Una muralla rodea un área aproximadamente rectangular de unas 20 hectáreas. La zona periurbana se compone de varios edificios extramuros, cementerios y carreteras.
Se han excavado varias zonas:
- el conjunto monumental de la Porta do Arco (Puerta del Arco) presenta, entre numerosos restos dispersos, las bases de dos torres (6,30 m de diámetro exterior) que flanqueaban una entrada a la ciudad, el umbral de la puerta y una plaza pública enlosada (21,30 m x 10,75 m), de orientación este-oeste;[2]
- el Foro y el Templo: del suelo se eleva el podio de un templo de 17,30 m x 9 m y, en el extremo sureste, una estructura que podría haber constituido los cimientos de una escalinata; en la misma zona se encontraron los cimientos de un edificio monumental;[2]
- una Residencia (llamada edificio de la Quinta do Deão): se ha excavado la cocina, cuyos muros se asientan sobre una estructura inferior de la época romana; se localizaron un pavimento y una conducción de agua; en la construcción se utilizaron materiales romanos en todo el edificio, y hay piedras epigrafiadas visibles en el patio; [2]
- Termas del Foro: una pequeña natatio, con escalones, que habría formado parte del complejo de termas del Foro; [2]
- Teatro: vestigios de los asientos de las bancadas.[2]

El número de basas de columnas, fustes y piedras dispersas es muy elevado, y también son numerosas las piedras epigrafiadas. Las excavaciones también se descubrieron artefactos típicos de la época romana, como monedas, cerámica y vidrio, parte de los cuales se trasladaron al Museo Nacional de Arqueología de Lisboa. La Quinta do Deão alberga un museo en el que se exponen los hallazgos más significativos.

## Artefactos

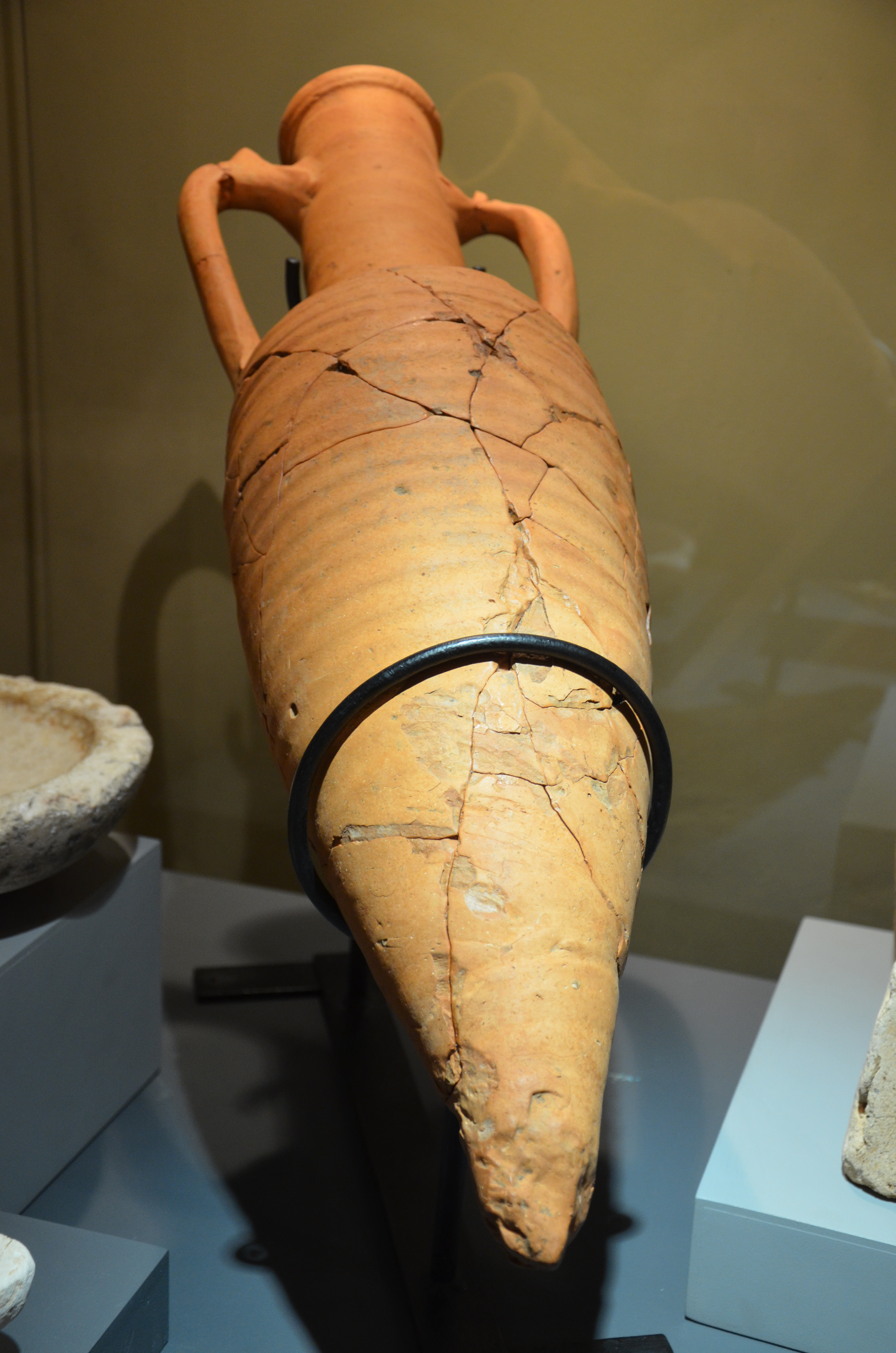
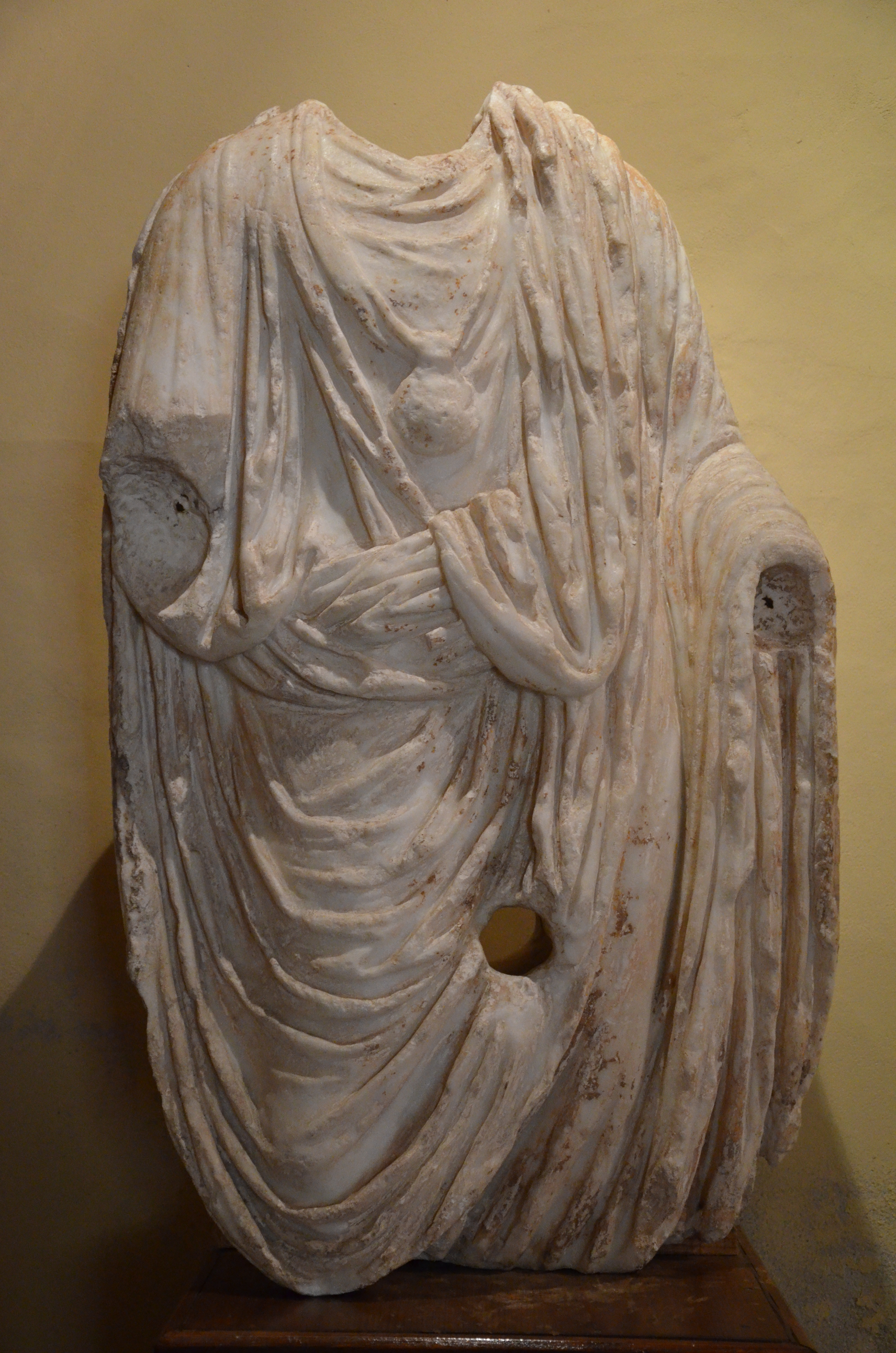
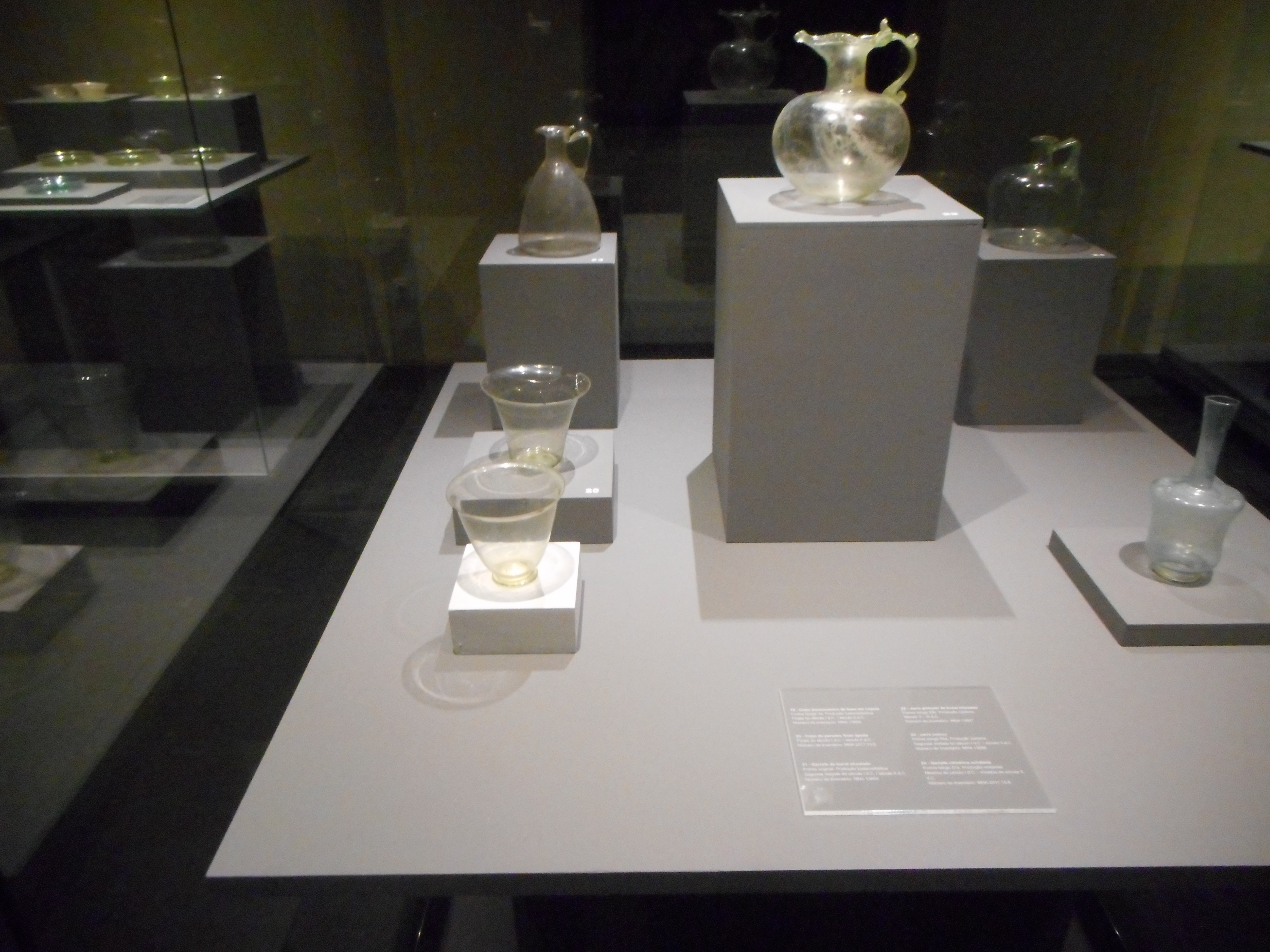
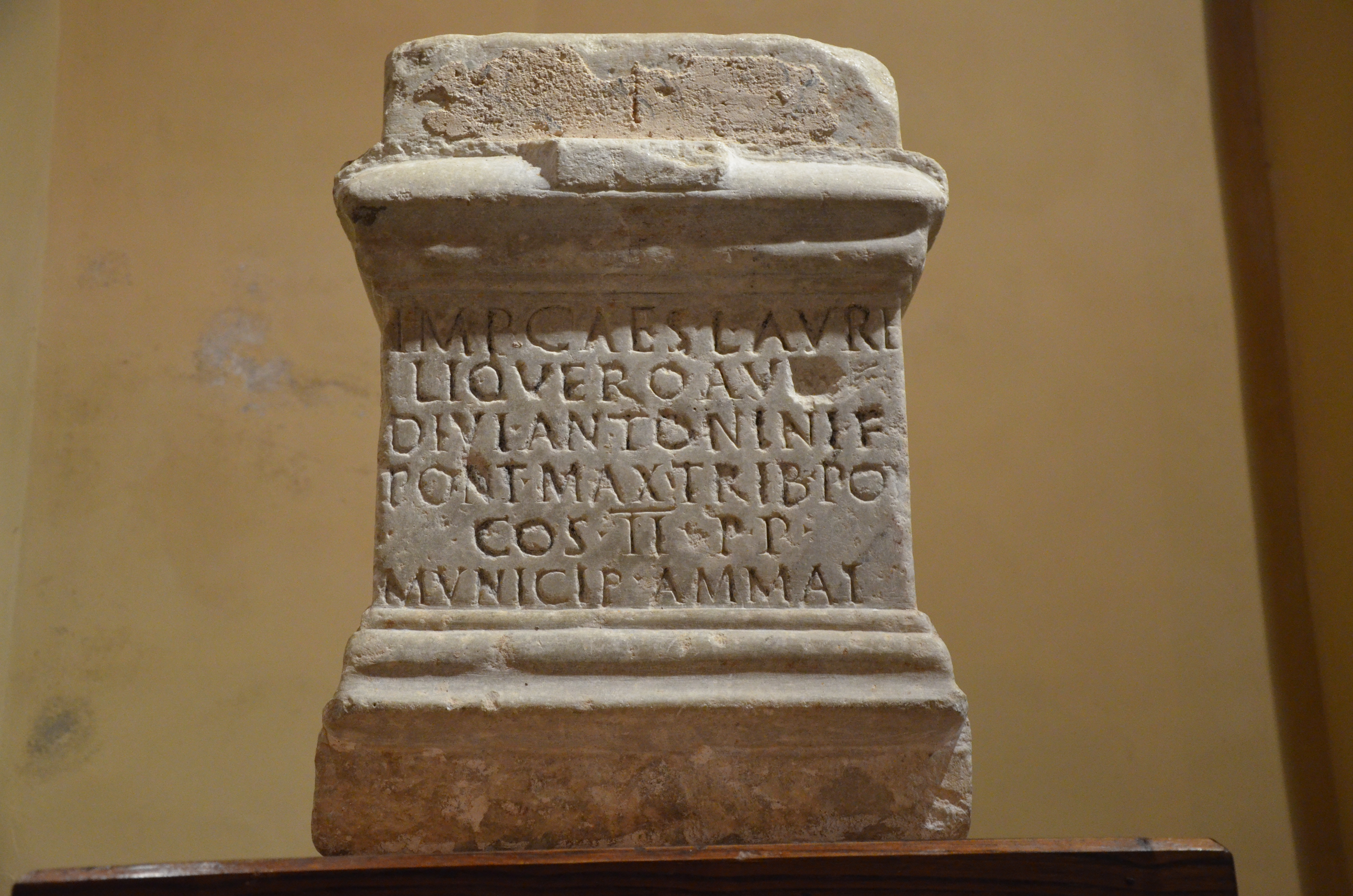